# Djupviksberget
Djupviksberget är ett naturreservat i Katrineholms kommun i Södermanlands län.
Området är naturskyddat sedan 2016 och är 25 hektar stort. Reservatet omfattar berget/höjden med detta namn och består av kalkbarrskog. I anslutning i söder finns reservatet Stenstorps hagkärr.